# Bor (přírodní rezervace)
Bor je přírodní rezervace v oblasti TANAP.
Nachází se v katastrálním území obce Tatranská Javorina v okrese Poprad v Prešovském kraji. Území bylo vyhlášeno či novelizováno v roce 1991 na rozloze 133,6100 ha. Ochranné pásmo nebylo stanoveno.